# جوزيف بونابرت
جوزيف نابليون بونابرت (بالفرنسية: Joseph Bonaparte)‏ (7 يناير 1768- 28 يوليو1844). هو الشقيق الأكبر لنابليون الأول في فرنسا، الذي قدم له ملك نابولي وصقلية (1806-1808)، وملك إسبانيا والإنديز كجوزيف الأول لإسبانيا (1808-1813) تنازل عن العرش وعاد إلى فرنسا بعد هزيمة القوات الفرنسية الرئيسية على يد تحالف تقوده بريطانيا في معركة فيتوريا عام 1813. بعد سقوط نابليون الأول، لقب جوزيف نفسه لقب «كونت دي Survilliers».

## النشأة والشخصية
وُلد جوزيف في عام 1768 لوالديه كارلو بونابرت وماريا ليتيزيا رامولينو في كورت، عاصمة جمهورية كورسيكا. في عام ميلاده، غزت فرنسا كورسيكا واحتلتها في العام التالي. كان والده في الأصل تابعًا للزعيم الوطني الكورسيكي، باسكوال باولي، ولكنه أصبح فيما بعد مؤيدًا للحكم الفرنسي.
عمل جوزيف محاميًا وسياسيًا ودبلوماسيًا في مجلس الخمسمئة، وكان السفير الفرنسي في روما. وفي 30 سبتمبر عام 1800، وقع معاهدة صداقة وتجارة بين فرنسا والولايات المتحدة في موروفونتي بصفته وزيرًا مفوضًا، إلى جانب تشارلز بيير كلاريت دي فلورييه وبيير لويس رويدر.
في عام 1795 كان جوزيف عضوًا في مجلس الشيوخ، حيث استخدم منصبه لمساعدة شقيقه على الإطاحة بحكومة المديرين بعد أربعة أعوام.
في بداية القرن التاسع عشر، استولى شقيق جوزيف، الإمبراطور نابليون، على قلعة فيلاندري لنفسه، بعد أن كانت تحت سيطرة الثورة الفرنسية.

## ملك نابولي
بعد اندلاع الحرب بين فرنسا والنمسا في عام 1805، وافق فرديناندو الأول ملك الصقليتين على معاهدة حياد مع نابليون، لكن بعد بضعة أيام أعلن تأييده للنمسا وسمح لقوة من أنجلو روسية كبيرة بالهبوط في مملكته. ولكن سرعان ما انتصر نابليون، ووجد فرديناندو نفسه عُرضة للغضب الفرنسي عقب تحطم حرب التحالف الثالث في الخامس من ديسمبر في معركة أوسترليتز.
في 27 ديسمبر 1805، أصدر نابليون بلاغًا من قصر شونبرون أعلن فيه خسارة فرديناندو لمملكته وتبع ذلك غزو فرنسي قريب لضمان «إعفاء أرقى الدول من عبودية أكثر الرجال خيانة». في 31 ديسمبر أمر نابليون جوزيف بمغادرة باريس والتوجه إلى روما، حيث كُلّف بقيادة الجيش الذي أُرسل لتجريد فرديناندو من عرشه. ورغم أن جوزيف كان القائد العام الاسمي لقوات البعثة العسكرية، إلا أن المارشال ماسينا تولى القيادة الفعلية للعمليات، في حين كان الجنرال سانت سير في المرتبة الثانية. ومع ذلك، استقال سانت سير، الذي كان يشغل سابقًا القيادة العليا للقوات الفرنسية في المنطقة، احتجاجًا على خضوعه لماسينا وغادر إلى باريس. وأمر نابليون الغاضب سانت سير بالعودة إلى منصبه حالًا.
في 8 فبراير 1806 توجهت قوة الغزو الفرنسية التي يبلغ قوامها أربعين ألف رجل إلى نابولي. وتقدم مركز الجيش ويمينه جنوبًا من روما بقيادة ماسينا والجنرال رينييه بينما قاد جيوسيبي ليتشي قوة نحو الساحل الادرياتيكي من أنكونة. والتحق جوزيف برينييه بناءً على توصية شقيقه. ولم يواجه التقدم الفرنسي سوى القليل من المقاومة. قبل أن تعبر أي قوات فرنسية الحدود، تراجعت قوات الأنجلو الروسية بحكمة وانسحب البريطانيون إلى صقلية والروس إلى كورفو. وعلى هذا النحو فقد الملك فريديناندو حلفاءه، وأبحر إلى باليرمو في 23 يناير. بقيت زوجته، الملكة ماريا كارولينا، لفترة أطول قليلًا في العاصمة، ولكن في 11 فبراير، فرت أيضًا للانضمام إلى زوجها.
كانت قلعة جيتا العقبة الأولى التي واجهها الفرنسيون، والتي رفض حاكمها الأمير لويس من هيس فيليبستال تسليم عهدته. لم يسفر ذلك عن أي تأخير ملموس للغزاة، إذ فصل ماسينا قوة صغيرة لمحاصرة الحامية قبل المواصلة جنوبًا، حيث فتحت كابوا بواباتها بعد قليل من المقاومة. في 14 فبراير، استولى ماسينا على نابولي، وفي اليوم التالي، نظم جوزيف دخولًا منتصرًا إلى المدينة. وبعد ذلك أُرسل رينييه فورًا للاستيلاء على مضيق مسينة، وفي 9 مارس، ألحق هزيمة ساحقة بالجيش الملكي النابولي في معركة كامبو تينيسي، مدمرًا إياه بفعالية كقوة مقاتلة ومؤمّنًا بذلك البر بأكمله للفرنسيين.

في 30 مارس 1806، أصدر نابليون مرسومًا يقضي بتنصيب جوزيف ملكًا لنابولي وصقلية، ونص المرسوم كما يلي:
«نابليون، بمباركة الله والدساتير. إمبراطور وفرنسا وملك إيطاليا، تحية لكل أولئك القادمين بالهدايا. إن مصالح شعبنا، وشرف تاجنا، وأمن قارة أوروبا تتطلب منا أن نُطمئن، بنهج مستقر ومحدد، الكثير من سكان نابولي وصقلية، الذين أصبحوا في سلطتنا بموجب الغزو، والذين يشكلون جزءًا من الإمبراطورية الكبرى، نعلن أننا نُقر، بشقيقنا المحبوب جوزيف نابليون، الناخب العظيم لفرنسا، ملكًا لنابولي وصقلية. سيكون هذا التاج وراثيًا، بناءً على ترتيب الأولوية للمولود، من سلالته من الذكور، المشروعة والطبيعية وما إلى ذلك».
قوبل وصول جوزيف إلى نابولي بالترحيب الحار وكان متلهفًا إلى أن يكون ملكًا محبوبًا لدى رعاياه. وفي سعيه إلى كسب تأييد أهل النخبة المحلية، أبقى على مناصب الأغلبية العظمى من أولئك الذين شغلوا المكاتب والمناصب في ظل آل بوربون وكان حريصًا على عدم الظهور بأي شكل من الأشكال كظالم أجنبي. ومع تشكيل حكومة مؤقتة في العاصمة، قام جوزيف على الفور بجولة في مملكته الجديدة برفقة الجنرال لامارك. وكان الغرض الرئيسي من الجولة تقييم جدوى الغزو الفوري لصقلية وطرد فرديناندو وماريا كارولينا من ملاذهما في باليرمو. إلا أنه في إثر استعراض جوزيف للحال في مضيق مسينة، اضطر إلى الاعتراف باستحالة مشروع مماثل، إذ حمل آل بوربون جميع القوارب ووسائل النقل من على طول الساحل، وركزوا قواتهم المتبقية على الجانب المقابل بجوار البريطانيين.
ومع أن جوزيف لم يتمكن من الاستحواذ على صقلية لنفسه، إلا أنه كان سيد البر وواصل تقدمه عبر كالابريا وإلى لوكانيا وبوليا، حيث زار القرى الرئيسية واجتمع بأعيان المناطق ورجال الدين والشعب، الأمر الذي سمح لشعبه بأن يعتاد على ملكه الجديد ومكّن جوزيف من تصور حال مملكته بشكل مباشر.
عقب عودته إلى نابولي، تلقى جوزيف من مجلس الشيوخ الفرنسي تهنئته بانضمامه. ثم شرع الملك في تشكيل وزارة تضم العديد من الرجال الأكفاء الموهوبين الذين كان عازمًا معهم على السعي لتحقيق خطة للإصلاح ومنح نابولي جميع الفوائد العائدة من الثورة الفرنسية، دون الإسراف بها. عُيّن سالسيتي وزيرًا للشرطة ورودر وزيرًا للمالية وميوت وزيرًا للداخلية والجنرال دوماس وزيرًا للحرب. وعين نابليون المارشال جوردان حاكماً لنابولي، وعمل أيضًا مستشارًا عسكريًا أساسيًا لجوزيف.

شرع جوزيف بعد ذلك في تنفيذ برنامج طموح للإصلاح والتجديد يهدف إلى الارتقاء بنابولي إلى مستوى الدولة الحديثة على غرار فرنسا النابليونية. فقُمعت الأنظمة الرهبانية، وأُممت ممتلكاتها وصودرت أموالها للحفاظ على ثبات التمويل الملكي. وأُلغيت الامتيازات والضرائب الإقطاعية، ومع ذلك، عوّضت طبقة النبلاء بضمان على هيئة وثيقة يمكن تبادلها مقابل الأراضي المؤممة من الكنيسة. وعلاوة على ذلك، صدرت التعليمات إلى مديري المقاطعات بإشراك الرهبان السابقين المحرومين ممن لديهم رغبة بالعمل في مجال التعليم العام، وضمان نقل الرهبان المسنين الذين لم يعد بوسعهم دعم أنفسهم إلى المؤسسات المجتمعية التي أُنشئت لرعايتهم. وأُنشئت كلية لتعليم الفتيات في كل مقاطعة إضافةً إلى كلية مركزية في أفيرسا والتي قبلت طلبات التحاق بنات الموظفين العموميين، والأفضل من مدارس المقاطعات تحت إشراف خاص من الملكة جولي.

الشعار الملكي للملك جوزيف بونابرت

| سبقه فرديناندو الرابع | ملك نابولي 1806 - 1808 | تبعه يواكيم مورات |

## معرض صور

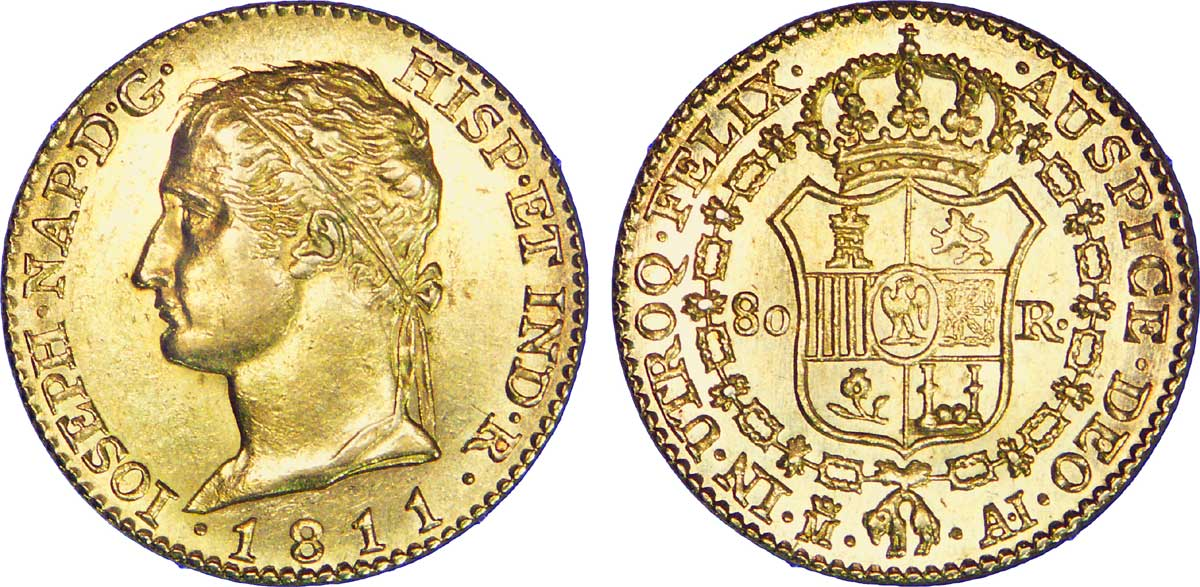

## روابط خارجية
- جوزيف بونابرت على موقع الموسوعة البريطانية (الإنجليزية)